# Фучжулэй
Фучжулэй (Фучжулэйжоди; кит. трад. 復株累若鞮, упр. 复株累若鞮, пиньинь Fùzhūléi Ruòdī; личное имя Дяотаомогао кит. упр. 雕陶莫皋, пиньинь Diāotáo Mògāo) — шаньюй хунну с 31 года до н. э. по 20 год до н. э., сын Хуханье, верный вассал Китая.

## Правление
Сразу отправил сына Хайтунхоу на службу (в заложники) к императору. Цзюймисюя сделал восточным чжуки, Цзюймоцзюя восточным лули, Ичжиясы западным лули. В 28 году отправил Исемояня с подарками для Хань Чэн-ди по случаю нового года. В 25 году лично приехал к императору и получил 20 000 кусков шёлка, 10 тонн ваты и очень много других подарков. В 20 году умер. Цзюймисюй наследовал ему под именем Соусе.

### Личная информация
- Отец
  - Хуханье
- Мать
  - вторая яньчжи
- Жена
  - безымянная яньчжи, мать Хайтунхоу
  - Ван Цян, перешла по наследству по обычаю хунну. Мать Сюйбу Цзюйцыюнь и Даньюй Цзюйцыюнь.
- Сыновья
  - Хайтунхоу
- Дочери
  - Сюйбу Цзюйцыюнь
  - Даньюй Цзюйцыюнь